# Política da Namíbia

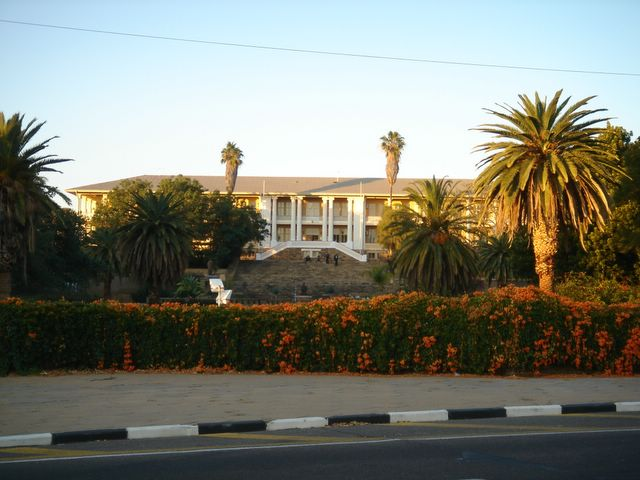
Parlamento da Namíbia.

Suprema Corte da Namíbia.

A Namíbia é uma democracia presidencialista, em que o governo é eleito a cada 5 anos.
O parlamento é bicameral, formado por:
- Conselho Nacional (National Council), com 26 assentos ocupados por dois membros escolhidos de cada Conselho Regional para mandatos de 6 anos;
- Assembleia Nacional com 78 lugares, dos quais 72 são eleitos e 6 sem direito a voto, escolhidos pelo presidente; todos têm mandatos de 5 anos.